# Cortegada (Sarreaus)
Cortegada (llamada oficialmente San Xoán de Cortegada) es una parroquia y un lugar del municipio español de Sarreaus, en la provincia de Orense, Galicia.

## Toponimia
La parroquia también es conocida por el nombre de San Juan de Cortegada.

## Historia
Hacia mediados del siglo XIX, la parroquia, ya por entonces perteneciente a Sarreaus, tenía contabilizada una población de 555 habitantes. Aparece descrita en el séptimo volumen del Diccionario geográfico-estadístico-histórico de España y sus posesiones de Ultramar de Pascual Madoz con las siguientes palabras:

CORTEGADA (San Juan de): felig. en la prov. y dióc. de Orense (6 leg.), part. jud. de Ginzo de Limia (6), ayunt. de Sarreaus (1): sit. entre lagunas en terreno desigual, combatido por los aires del N. y O.: el clima es frio, húmedo, y propenso á reumas, y calenturas tercianarias. Tiene 100 casas distribuidas en el l. de su nombre, y en los de Folgoso, Meylas, Penedo y Portela de Quinta. La igl. parr. dedicada á San Juan tiene por aneja la de San Bartolomé de Bresmaus, y está servida por un cura de segundo ascenso, y de patronato laical. Tambien hay 4 ermitas tituladas. San Nicolás, San Roque, San Pedro, y la Natividad de Ntra. Sra., en varios puntos del térm. Confina este por N. felig. de Codesedo (1/2 leg.); E. la de San Pedro de Pena (3/4); S. la de Solveira (3/4), y O. Sarreaus (1). El terreno es de mediana calidad, y comprende muchos peñascales sin cultivo. Los caminos conducen á Ginzo, Monterey y Orense, y son de dificil tránsito por hallarse lagunosos: el correo se recibe de Orense. prod.: trigo, centeno, maiz, patatas y nabos; se cria ganado vacuno, lanar y cabrio: hay caza de liebres, conejos, perdices y otras aves acuátiles. pobl. 100 vec. 555 alm. contr.: con su ayunt. (V.)
(Madoz, 1847, p. 31)

## Organización territorial
La parroquia está formada por cuatro entidades de población:
- Cortegada
- Folgoso
- Meilás
- O Penedo

## Demografía

### Parroquia
| Gráfica de evolución demográfica de Cortegada (parroquia) entre 2000 y 2023 |
|                                                                             |
| Datos según el nomenclátor publicado por el INE.                            |

### Lugar
| Gráfica de evolución demográfica de Cortegada (lugar) entre 2000 y 2023 |
|                                                                         |
| Datos según el nomenclátor publicado por el INE.                        |